# Toss It Up
Toss It Up è un singolo del rapper statunitense Tupac Shakur, pubblicato nel 1996 a nome Makaveli. Il brano, che vede la partecipazione di Danny Boy e K-Ci & JoJo, è stato estratto dall'album The Don Killuminati: The 7 Day Theory.

## Tracce
1. Toss It Up (Radio Edit)
2. Toss It Up (Video Version)
3. Toss It Up (Album Version)

## Video
Il 6 settembre 1996, fu girato il video musicale del singolo in un garage, al video parteciparono diverse donne famose tra cui Kassandra Voyagis.